# Mokrica Tomaševečka
Mokrica Tomaševečka je naseljeno mjesto u Republici Hrvatskoj u Zagrebačkoj županiji. 

## Zemljopis
Administrativno je u sastavu grada Svetog Ivana Zeline. Naselje se proteže na površini od 4,92 km². 

## Stanovništvo
Prema popisu stanovništva iz 2001. godine u Mokrici Tomaševečkoj živi 37 stanovnika i to u 12 kućanstava. Gustoća naseljenosti iznosi 7,52 st./km².
| broj stanovnika |       |       |       |       |       |       | 28    | 31    | 86    | 79    | 80    | 61    | 52    | 42    | 37    | 40    | 20    |
|                 | 1857. | 1869. | 1880. | 1890. | 1900. | 1910. | 1921. | 1931. | 1948. | 1953. | 1961. | 1971. | 1981. | 1991. | 2001. | 2011. | 2021. |